# Municipio de Saldus
El municipio de Saldus (en Letón: Saldus novads) es uno de los 36 municipios de Letonia, que abarca una pequeña porción del territorio de dicho país báltico. Fue creado durante el año 2009 después de una reorganización territorial. La capital es la villa de Saldus, donde vive algo más de la tercera parte de la población municipal.

## Subdivisiones
- Ezeres pagasts (zona rural)
- Jaunauces pagasts (zona rural)
- Jaunlutriņu pagasts (zona rural)
- Kursīšu pagasts (zona rural)
- Lutriņu pagasts (zona rural)
- Nīgrandes pagasts (zona rural)
- Novadnieku pagasts (zona rural)
- Pampāļu pagasts (zona rural)
- Rubas pagasts (zona rural)
- Saldus (villa)
- Saldus pagasts (zona rural)
- Šķēdes pagasts (zona rural)
- Vadakstes pagasts (zona rural)
- Zaņas pagasts (zona rural)
- Zirņu pagasts (zona rural)
- Zvārdes pagasts (zona rural)

## Población y territorio
Su población se encuentra compuesta por un total de 28.915 personas (2009). La superficie de este municipio abarca una extensión de territorio de unos 1.683,3 kilómetros cuadrados. La densidad poblacional es de 17,18 habitantes por cada kilómetro cuadrado.